# Nanjiao
Nanjiao (南郊区,  Nánjiāo Qū, Südvorstadt)  war ein chinesischer Stadtbezirk im Verwaltungsgebiet der bezirksfreien Stadt Datong im Norden der Provinz Shanxi. Er hatte eine Fläche von 929 km² und zählte zu Ende des Jahres 2012 etwa 300.000 Einwohner. Der Stadtbezirk wurde im Jahre 2018 aufgelöst. Aus dem Gebiete von Nanjiao und aus Teilen der gleichzeitig aufgelösten Stadtbezirke Chengqu und Kuang wurden die neuen Stadtbezirk Yungang und Pingcheng geschaffen.
Die Bevölkerungszählung des Jahres 2000 hatte eine Gesamtbevölkerung von 422.517 Personen in 120.181 Haushalten ergeben, davon 223.583 Männer und 198.934 Frauen.

## Administrative Gliederung
Auf Gemeindeebene setzte sich der Stadtbezirk am Ende des Jahres 2017 aus drei Großgemeinden und sieben Gemeinden zusammen. Diese waren:
- Großgemeinde Gudian 古店镇
- Großgemeinde Gaoshan 高山镇
- Großgemeinde Yungang 云冈镇
- Gemeinde Kouquan 口泉乡
- Gemeinde Xinwang 新旺乡
- Gemeinde Shuibosi 水泊寺乡
- Gemeinde Majunying 马军营乡
- Gemeinde Xihanling 西韩岭乡
- Gemeinde Pingwang 平旺乡
- Gemeinde Yarya 鸦儿崖乡[5]

## Sehenswürdigkeiten
In der Großgemeinde Yungang liegen die zum UNESCO-Weltkulturerbe gehörenden Yungang-Grotten.